# مدیسون، نیویورک
مدیسون (به انگلیسی: Madison) یک شهرک در ایالات متحده آمریکا است که در ایالت نیویورک واقع شده‌است. مدیسون ۱۰۷٫۱۳ کیلومتر مربع مساحت و ۳٬۰۰۸ نفر جمعیت دارد.